# Ulf Ekelund
Ulf Ragnar Ekelund, född 16 december 1943 i Stockholm,[källa behövs] död 8 april 2021 i samma stad, var en svensk friidrottsprofil och VD för Svenska Friidrottsförbundet. Han var den som tog 1995 års friidrotts-VM till Göteborg.
Ekelund dog i april 2021 av cancer.